# Kelsie Whitmore
Kelsie Whitmore (San Diego, California, 1998), es una beisbolista estadounidense, pionera en la participación de mujeres en ligas profesionales masculinas.

## Trayectoria deportiva
Jugó softbol universitario con la Universidad de Calf State Fullerton Titans; además fue lanzadora y jardinera, formó parte de la Selección Nacional Femenina de Béisbol de Estados Unidos, con la que participó en competencias internacionales entre 2014 y 2019.
En 2016 hizo historia al formar parte del equipo Sonoma Stompers de la Pacific Association, una liga de beisbol independiente, lo que la convirtió en una de las primeras mujeres en jugar en un equipo profesional masculino desde los años 1950, cuando las mujeres jugaban en las Ligas Negras, fue en este equipo en el que registró su primer hit profesional el 20 de julio de 2016; posteriormente, en 2022, fue la primera mujer al iniciar un juego en la Atlantic League con el equipo State Island FerryHawks como jardinera izquierda, aunque se convirtió en agente libre al terminar la temporada, firmó de nuevo en 2023 con el equipo.
2024 fue el año en el que Kelsie se unió a los Oakland Ballers en la Pioner Leegue como primera lanzadora. En marzo de 2025, Kelsie se reportó para la pretemporada de la Liga Mexicana de Béisbol (LMB) con el equipo Águila de Veracruz, con lo que buscaba convertirse en la primera mujer en la liga. Del 4 al 6 de abril se presentó con el Águila de Veracruz en una serie de tres juegos amistosos contra Pericos de Puebla en Nayarit, sin embargo, al publicarse el roster del inicio de la campaña 2025 de la LMB no fue incluida, se especuló entre las razones: competencia por los cupos, decisiones estratégicas del cuerpo técnico o consideraciones relacionadas con el rendimiento.

## Promoción de la participación femenina en el béisbol
En noviembre de 2024 impartió clínicas gratuitas de béisbol para mujeres y niñas en Hermosillo durante la séptima edición de Mujeres en el diamante que se llevó a cabo en el Estadio Fernando Valenzuela.

A pesar de las críticas hacia Kelsie por su incursión en el béisbol masculino, ella señala: 
Siempre habrá comentarios negativos, es parte del juego, especialmente cuando intentas lograr algo grande. Incluso los jugadores de Grandes Ligas los reciben. Lo importante es mantenerte enfocado en ti, en tu juego, y seguir adelante.

## Palmarés
| Año  | Competencia          | Medalla          | Rerefencia |
| ---- | -------------------- | ---------------- | ---------- |
| 2019 | Juegos Panamericanos | Medalla de oro   | [ 3 ]      |
| 2014 | Copa Mundial         | Medalla de plata | [ 3 ]      |

## Premios y reconocimientos
- Su uniforme se encuentra en el Salón de la Fama de Cooperstown, Estados Unidos.[8]
- En 2025 la revista People la reconoció como una de las deportistas menores de 30 años más influyentes en Estados Unidos.[8]